# Oreohelix idahoensis
Oreohelix idahoensis är en snäckart som först beskrevs av Wesley Newcomb 1866.  Oreohelix idahoensis ingår i släktet Oreohelix och familjen Oreohelicidae. Inga underarter finns listade i Catalogue of Life.